# Clot de la Mare de Déu (Borriana)
El Clot de la Mare de Déu (o l'estany de la Vila) és un Paratge Natural Municipal del municipi de Borriana (Plana Baixa) declarat per acord de la Generalitat Valenciana el 8 de febrer de 2002.
El Clot de la Mare de Déu és una paleollera (antiga llera) que s'adscriu al complex fluvial del riu Millars, i més concretament al riu Anna. Es proveeix d'aigua per la presència d'una deu de certa importància que presenta una vegetació de macròfits ben conservada, amb restes de vegetació típica de bosc de ribera, que l'avifauna aquàtica aprofita com a zona de descans.

## Vegetació i flora
El Clot de la Mare de Déu té la vegetació característica dels boscos de ribera, amb xops i salzes als màrgens més exteriors del llit, i canyotes i joncs en contacte amb l'aigua. A la gola, zona de desembocadura del Clot, la vegetació es fa més halòfila (salina), i hi apareix tamariu.

## Fauna
Cal destacar la presència d'aus aquàtiques, com ara el capbusset, el gomet, el territ i l'esplugabous, entre d'altres. Del grup dels rèptils, podem esmentar la serp d'aigua, la serp verda i la tortuga d'estany.

## Presència humana
El Clot de la Mare de Déu és una àrea tradicional d'esbarjo dels veïns de Borriana. En la declaració d'aquest paratge natural municipal, es conjuminen a la perfecció dos aspectes cabdals i prioritaris de tot espai natural protegit: la protecció dels valors naturals i l'ús públic.